# كلثوم برناز
كلثوم برناز هي مخرجة تونسية.

## أعمالها
- كسوة الخيط الضائع، 1997.
- شطر محبّة، 2008.

## وصلة خارجية
- كلثوم برناز على موقع IMDb (الإنجليزية)
- كلثوم برناز على موقع ألو سيني (الفرنسية)
- كلثوم برناز على موقع أول موفي (الإنجليزية)
- كلثوم برناز على موقع قاعدة بيانات الفيلم (الإنجليزية)
- كلثوم برناز على موقع كينوبويسك (الروسية)

كلثوم برناز على قاعدة بيانات الأفلام العربية.